# Mob City
Mob City (2013) – dramatyczny serial telewizyjny produkcji amerykańskiej stworzony przez Franka Darabonta oraz zrealizowany przez Darkwoods Productions, Swiftly Productions i Michael DeLuca Productions. Fabułę serialu oparto na książce L.A. Noir: The Struggle for the Soul of America’s Most Seductive City autorstwa Johna Buntina. Serial oparto na faktach.
Premiera serialu odbyła się w Stanach Zjednoczonych 4 grudnia 2013 na amerykańskiej stacji TNT. Dnia 10 lutego 2014, stacja TNT ogłosiła, że serial został anulowany po pierwszym sezonie. Ostatni szósty odcinek serialu wyemitowano 18 grudnia 2013.

## Fabuła
Serial przedstawia historię konfliktu, który rozegrał się w latach 40. i 50. XX wieku w Los Angeles. Szef policji, William Parker (Neal McDonough) prowadzi walkę z mafią, która kontroluje całe Zachodnie Wybrzeże Stanów Zjednoczonych. Pod dowództwem niebezpiecznego gangstera Mickeya Cohena (Jeremy Luke) i jego armii postanawiają przejąć kontrolę nad miastem.

## Obsada

### Główni
- Jon Bernthal – detektyw Joe Teague
- Milo Ventimiglia – Ned Sta
- Neal McDonough – szef policji William H. Parker
- Alexa Davalos – Jasmine Fontaine
- Jeffrey DeMunn – detektyw Hal Morrison
- Robert Knepper – Sid Rothman
- Jeremy Luke – Mickey Cohen
- Gregory Itzin – burmistrz Fletcher Bowron
- Edward Burns – Bugsy Siegel

### Pozostali
- Dana Gould – Tug Purcell
- John Pollono – Pat Dolan
- Daniel Roebuck – Nick Bledsoe
- Andrew Rothenberg – Eddy Sanderson
- Richard Brake – Terry Mandel
- Iddo Goldberg – Leslie Shermer
- Mike Hagerty – Fat Jack Bray
- Michael McGrady – Clemence B. Horrall
- Gordon Clapp – Carl Steckler
- Jeremy Strong – Mike Hendry
- Paul Ben-Victor – Jack Dragna
- Mekia Cox – Anya
- James Hebert – Miles Hewitt

## Odcinki
| Sezon | Sezon | Odcinki | Oryginalna emisja | Oryginalna emisja | Oryginalna emisja | Oryginalna emisja | Oryginalna emisja |
| Sezon | Sezon | Odcinki | Premiera sezonu   | Finał sezonu      | Premiera sezonu   | Finał sezonu      |                   |
| ----- | ----- | ------- | ----------------- | ----------------- | ----------------- | ----------------- | ----------------- |
|       | 1     | 6       | 4 grudnia 2013    | 18 grudnia 2013   | brak danych       | brak danych       |                   |

### Sezon 1 (2013)
| # | Tytuł                  | Reżyseria      | Scenariusz                            | Premiera TNT    | Premiera     |
| - | ---------------------- | -------------- | ------------------------------------- | --------------- | ------------ |
| 1 | A Guy Walks Into a Bar | Frank Darabont | Frank Darabont                        | 4 grudnia 2013  | nieemitowany |
| 2 | Reason to Kill a Man   | Frank Darabont | Frank Darabont                        | 4 grudnia 2013  | nieemitowany |
| 3 | Red Light              | Frank Darabont | Michael Sloane                        | 11 grudnia 2013 | nieemitowany |
| 4 | His Banana Majesty     | Guy Ferland    | David J. Schow                        | 11 grudnia 2013 | nieemitowany |
| 5 | Oxpecker               | Guy Ferland    | David Leslie Johnson                  | 18 grudnia 2013 | nieemitowany |
| 6 | Stay Down              | Frank Darabont | Frank Darabont i David Leslie Johnson | 18 grudnia 2013 | nieemitowany |